# Lože (Vipava)
Lože falu Szlovéniában, a Goriška statisztikai régióban, a Vipava-völgyben. Közigazgatásilag Vipavához tartozik.
A tizenhetedik századi Leutemberg-kastély a falu szélén található.

## Fordítás
- Ez a szócikk részben vagy egészben  a   Lože, Vipava című angol Wikipédia-szócikk ezen változatának fordításán alapul.  Az eredeti cikk szerkesztőit annak laptörténete sorolja fel. Ez a jelzés csupán a megfogalmazás eredetét és a szerzői jogokat jelzi, nem szolgál a cikkben szereplő információk forrásmegjelöléseként.